# Tripogandra diuretica
Tripogandra diuretica là một loài thực vật có hoa trong họ Commelinaceae. Loài này được (Mart.) Handlos miêu tả khoa học đầu tiên năm 1975.